# ザイア・ホープ
ザイア・アントニオ・ホープ（Zyhir Antonio Hope, 2005年1月19日 - ）は、アメリカ合衆国バージニア州チェサピーク出身のプロ野球選手（外野手）。左投左打。MLBのロサンゼルス・ドジャース傘下所属。

## 経歴

### プロ入りとカブス傘下時代
2023年のMLBドラフト11巡目（全体326位）でシカゴ・カブスから指名され、予定していたノースカロライナ大学チャペルヒル校への進学を取りやめプロ入り。傘下のルーキー級アリゾナ・コンプレックスリーグ・カブスでプロデビューし、11試合に出場して打率.286、3本塁打、9打点を記録した。

### ドジャース傘下時代
2024年1月11日にマイケル・ブッシュ、イェンシー・アルモンテとのトレードで、ジャクソン・フェリスと共にロサンゼルス・ドジャースへ移籍した。この年は傘下のA級ランチョクカモンガ・クエークスで54試合に出場して打率.287、9本塁打、31打点を記録した。